# Spariolenus megalopis
Spariolenus megalopis är en spindelart som beskrevs av Tord Tamerlan Teodor Thorell 1891. Spariolenus megalopis ingår i släktet Spariolenus och familjen jättekrabbspindlar.
Artens utbredningsområde är Nicobarerna. Inga underarter finns listade i Catalogue of Life.